# Zbigniew Szuber
Zbigniew Józef Szuber (ur. 19 marca 1918 w Krośnie, zm. 16 lipca 1996 w Sanoku) – polski pilot i instruktor lotniczy.

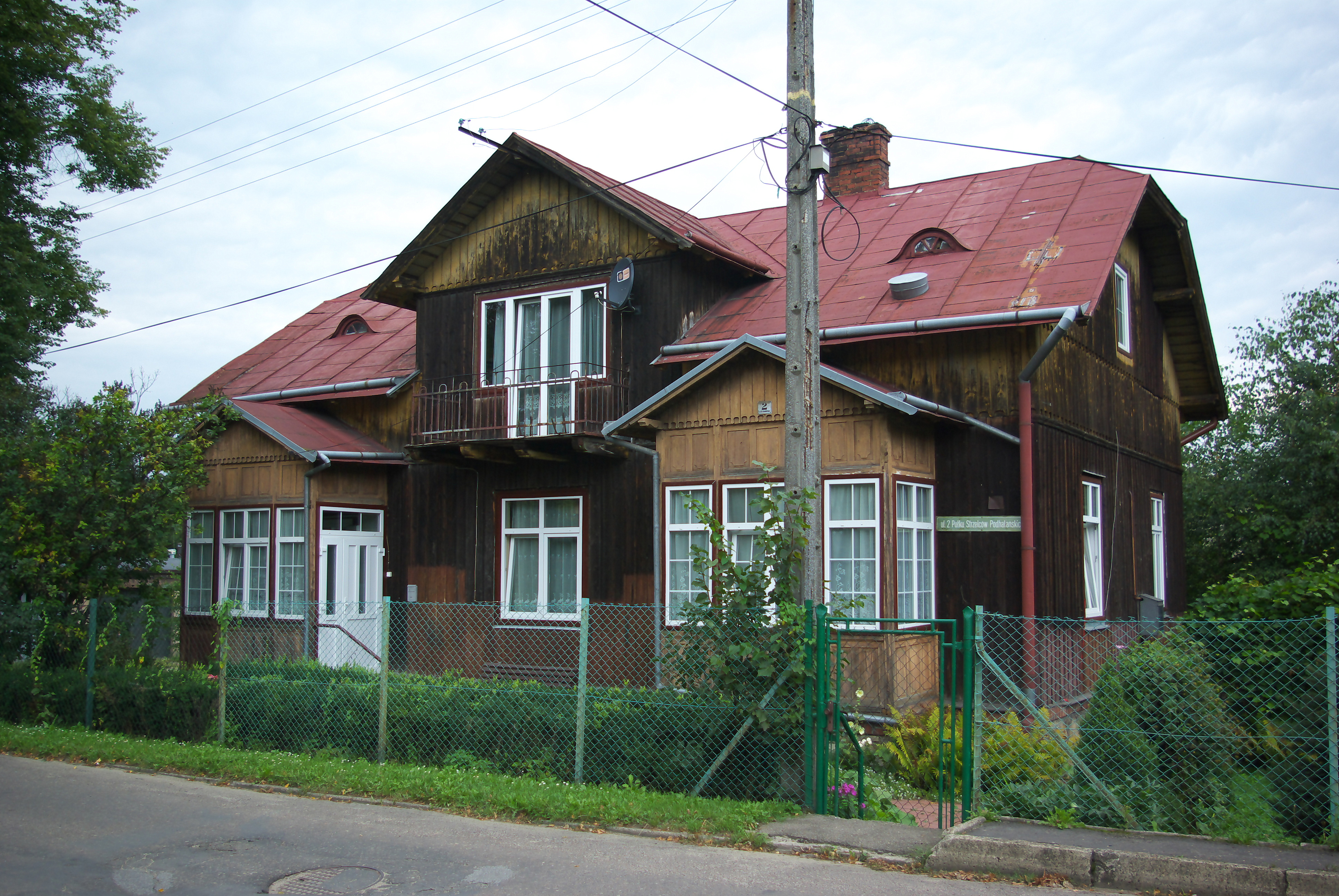
Dom przy ul. 2 Pułku Strzelców Podhalańskich 2 w Sanoku

## Życiorys
Zbigniew Józef Szuber pochodził z rodu wywodzącego się z potomków niemieckich osadników w Haczowie w XV wieku. Urodził się 19 marca 1918 w Krośnie w rodzinie urzędniczej, był synem Józefa (1881–1967, działacz endecji) i Józefy z domu Korab (1889–1974) Szuberów. Miał dwie starsze od siebie siostry, które zostały nauczycielkami: Elżbieta Szuber (1914–2004) i Maria Szuber (1913–2006, guwernantka dzieci hr. Załuskiego w Iwoniczu, działaczka sanockiego oddziału PTTK i przewodniczka turystyczna).
Początkowo mieszkał w rodzinnym Krośnie do 1931, a od lat 1931 do 1935 we Lwowie. Tam w trakcie nauki gimnazjalnej w wieku ok. 15 lat zainteresował się lotnictwem, które pozostało jego pasją i pracą na całe życie. Wówczas przebywał na lotnisku Skniłowie. W 1935 wraz z rodziną przeprowadził się do Sanoka i zamieszkał w domu pod ówczesnym adresem ulicy Elżbiety Granowskiej (obecnie ul. 2 Pułku Strzelców Podhalańskich 2). Podjął wówczas naukę w tamtejszym Państwowym Gimnazjum im. Królowej Zofii, w którym po czterech latach w 1938 ukończył VIII klasę i zdał egzamin dojrzałości (w jego klasie byli m.in. Juliusz Bakoń, Tadeusz Srogi). Podczas pobytu w Sanoku uprawiał aktywnie sport. Odbywał kursy szybowcowe we Lwowie, w Ustianowej oraz na lądowisku w Bezmiechowej, zdobywając medale. 28 sierpnia 1937 w Ustianowej uzyskał kategorię C pilota szybowcowego oraz otrzymał odznakę pilota szybowcowego nr 875 (jego instruktorem był Bronisław Czech). Przed 1939 udzielał się w działającej w podsanockich Olchowcach Szkole Szybowcowej Ligi Obrony Powietrznej i Przeciwgazowej (m.in. wspólnie z Adamem Bieniaszem). Po maturze w 1938 został skierowany na szkolenie lotnicze na lotnisku w Masłowie, gdzie po miesiącu szkolenia uzyskał uprawnienia pilota samolotowego. Od września 1938 odbywał zasadniczą służbą wojskową w szeregach 5 pułku Strzelców Podhalańskich w Przemyślu w wymiarze pół roku i kształcił się w Szkole Podchorążych Rezerwy Piechoty. Od 1 stycznia 1939 kształcił się w Szkole Podchorążych Rezerwy Lotnictwa w Radomiu-Sadkowie. Tam pełnił służbę jako podchorąży kapral pilot do września 1939.
Po wybuchu II wojny światowej i bombardowaniu bazy w Sadkowie w okresie kampanii wrześniowej ewakuował się na wschód wraz z wychowankami dęblińskiej szkoły 4/5 września 1939. Walczył w Radomiu, w Warszawie, w Lublinie, po czym jako pilot łącznikowy został skierowany do Lwowa. Tuż po agresji ZSRR na Polskę z 17 września 1939 został aresztowany przez sowietów w okolicach Buczacza. Następnie z grupą jeńców był kierowany w stronę Husiatyna, po czym pociągiem był transportowany na wschód. Po minięciu Smoleńska wraz z dwoma towarzyszami oddalił się od pociągu, po czym koleją powrócił przez Lwów w rodzinne strony. Ranny dotarł do Sanoka, będącego pod okupacją niemiecką. Według innej wersji, po rozwiązaniu jego jednostki 28 września w Tarnopolu powrócił do Lwowa i przebywał u krewnych do marca 1940, po czym przedostał się do Sanoka i zamieszkał u rodziców. Od 1941 do 1942 pracował fizycznie w kopalnictwie naftowym w Turzym Polu. Od sierpnia 1942 do czerwca 1943 nie pracował i w tym czasie przebywał w Krośnie, Brzozowie, Haczowie. Przez pewien czas ukrywał się z obawy przed aresztowaniem. Przebywał też w Krakowie. Od lipca 1943 pracował jako drogomistrz w zarządzie drogowym w Bukowsku aż do nadejścia frontu wschodniego. Został wcielony do ludowego Wojska Polskiego, w szeregach którego służył od 1 stycznia 1945 do stycznia 1946. Początkowo był przydzielony do jednostki wojskowej w Zamościu. Następnie został skierowany z jednostką bojową w inne miejsca i służył jako pilot bombowca sowieckiego: Warszawa, Gdańsk, Wrocław (walki o miasto), Zgorzelec, Cottbus, Berlin, biorąc udział w operacjach wojennych. Po kapitulacji III Rzeszy wraz z jednostką skierowany został do Poznania i służył tam do 1946.
Po zakończeniu wojny podjął pracę jako kierowca w rodzinnych stronach. Od kwietnia do listopada 1946 był zatrudniony w Zarządzie Drogowym w Lesku. Od 1 kwietnia 1947 pracował w lotnictwie sportowym. Działał w utworzonej w Sanoku Filii Aeroklubu Rzeszowskiego nr 1 (m.in. ponownie z Adamem Bieniaszem). Był organizatorem i pilotem Aeroklubu Rzeszowskiego. Został pierwszym dyrektorem powołanego w marcu 1947 zarządu Ligi Lotniczej w Rzeszowie. Tworzył wówczas struktury Ligi Lotniczej w województwie rzeszowskim, zainicjował zbiórkę pieniężną na śmigłowiec, ufundowany na rzecz powstałego lotniczego pogotowia ratunkowego. Około 1949 odszedł ze stanowiska dyrektora zarządu okręgu Ligi Lotniczej (zastąpiony przez por. Henryka Ungerta) i powrócił do Sanoka]. Pod koniec 1950 został kierownikiem Aeroklubu Podkarpackiego w Krośnie. Po kilku latach i połączeniu Aeroklubu z przeniesionym z Wrocławia Centrum Wyszkolenia Spadochronowego oraz powołaniu nowego kierownika, mjr. Zygmunta Rychtera, w 1952 objął funkcję zastępcy ds. społeczno-wychowawczych, pozostając na tym stanowisku aż do przejścia na emeryturę w 1978 (według innej wersji ostatecznie odszedł na emeryturę w 1984). Był kierownikiem lotniska w Krośnie, instruktorem tamtejszych wychowanków, organizatorem sfery lotniczej. W 1950 pilotując samolot Piper L-4 Cub uległ wypadkowi w Haczowie, w którym śmierć poniósł pasażer będący jego znajomym, a on sam odniósł ciężkie obrażenia, wymagające kilku operacji i długiego leczenia, w tym 1,5-rocznego pobytu w szpitalu. Po rekonwalescencji powrócił do pracy w Krośnie oraz do pilotowania szybowców i samolotów. Licencją pilota posiadał przez 34 lata do 1971. Był członkiem PZPR. Od 1958 należał do ZBoWiD. W 1976 otrzymał zaświadczenie kombatanta. Był członkiem założycielem zorganizowanego 17 listopada 1981 przy Aeroklubie Podkarpackim w Krośnie Klubu Seniorów Lotnictwa imienia generała Ludomiła Rayskiego. Do końca życia był porucznikiem w stanie spoczynku.
Poza lotnictwem był wszechstronny sportowo, uprawiał hokej na lodzie, później był sędzią hokejowym i piłkarskim, skakał ze spadochronem, uprawiał także narciarstwo i pływanie. Prywatnie był myśliwym i wędkarzem.
5 czerwca 1943 ożenił się z Ewą Barbarą Lewicką (1921-1991, córka nauczycieli Stefana Lewickiego – profesora sanockiego gimnazjum – i Marii z domu Drewińskiej, wnuczka dr. Maurycego Drewińskiego). Ich dwaj pierwsi synowie zmarli w dzieciństwie – Andrzej Antoni (zm. 1943 mając trzy tygodnie) i Jacek (ur. 1946, zm. 1947), a trzecim był Janusz Szuber (1947-2020, poeta). Powinowatymi Zbigniewa Szubera byli Stefan Jarosz i Mieczysław Jarosz. W okresie PRL mieszkał w Sanoku przy ul. Sienkiewicza 8. 
Zmarł nagle 16 lipca 1996 w Sanoku. Został pochowany w grobowcu rodziny Drewińskich na Cmentarzu Centralnym w Sanoku 18 lipca 1996.

## Upamiętnienie
Pamięci Rodziców zadedykował Janusz Szuber swój tomik poezji pt. Biedronka na śniegu, wydany w 1999, w którym odniósł się do swojego ojca w wierszu pt. Osiemnasty lipca. Ponadto poeta zawarł odniesienia do swojego ojca w utworze zatytułowanym Świadectwo języka, wydanym w tomiku poezji pt. Powiedzieć. Cokolwiek z 2011. Postać Zbigniewa Szubera została przedstawiona w powieści Pawła Huelle pt. Mercedes-Benz z 2001. Wiersz poświęcony Zbigniewowi Szuberowi napisał „Senior” związany z Aeroklubem Podkarpackim.

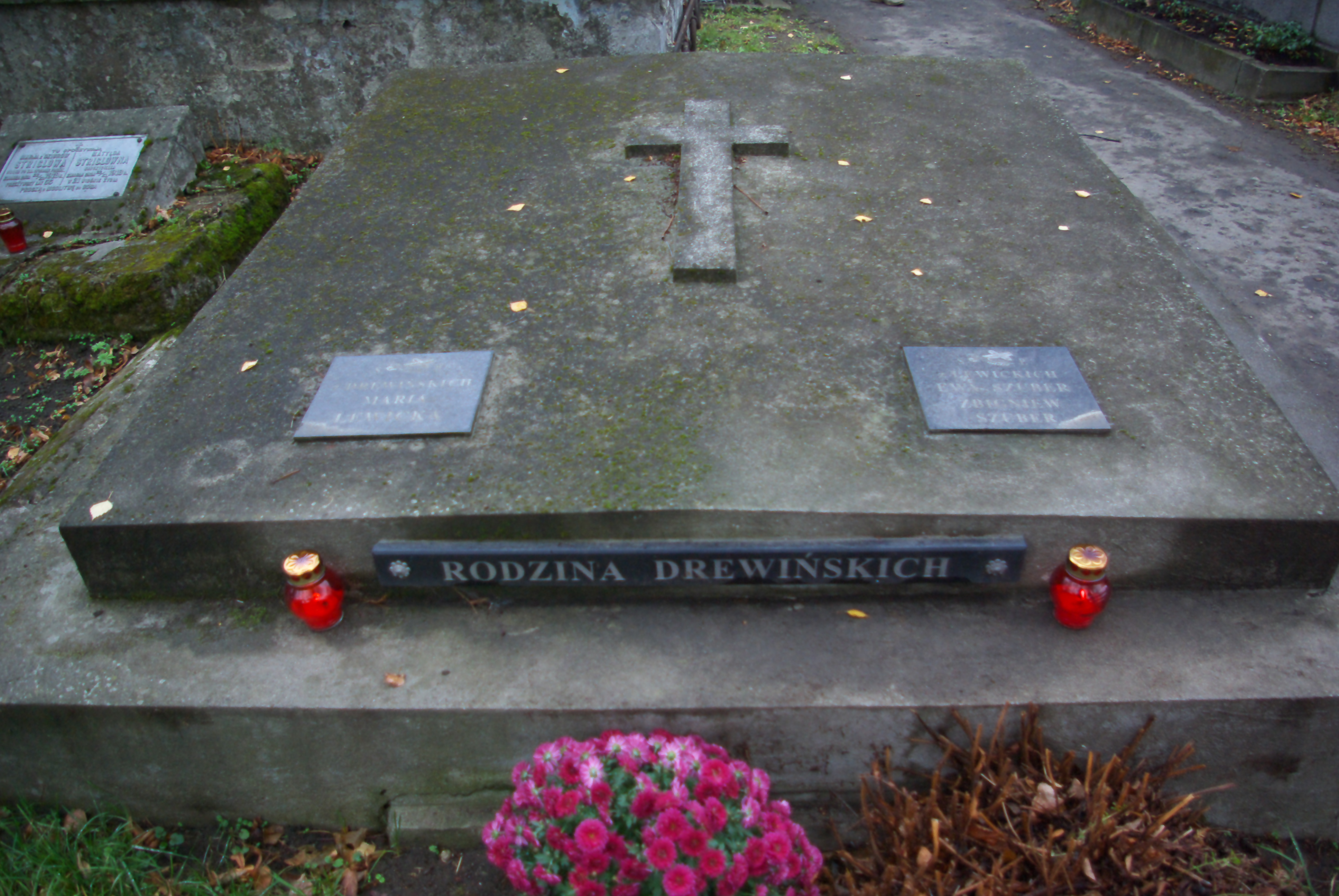
Grobowiec rodzin Drewińskich i Szuberów w Sanoku

## Odznaczenia
- Krzyż Kawalerski Orderu Odrodzenia Polski (1976)[58][21][31]
- Złoty Krzyż Zasługi (1969)[58]
- Srebrny Krzyż Zasługi (1956)[58]
- Srebrny Medal „Za zasługi dla obronności kraju” (1971)[59]
- Brązowy Medal „Za zasługi dla obronności kraju” (1967)[58]
- Medal „Za udział w walkach o Berlin” (1976)[58]
- Srebrne Odznaczenie im. Janka Krasickiego (1974)[60]
- Odznaka 100-lecia Sportu Polskiego (1968)[61]
- inne odznaczenia[21]
- Nagroda w ramach Aeroklubu Podkarpackiego w Krośnie (1955)[62]